# Marco Pellegri
Marco Pellegri (Parma, 11 febbraio 1921 – Parma, 16 novembre 2014) è stato un architetto, giornalista e storico dell'arte italiano, autore di numerosi libri dedicati alla storia e ai palazzi di Parma.

## Biografia
Nato in una famiglia di origini langhiranesi, era nipote dell'avvocato e parlamentare Faustino Pellegri. È stato insegnante per molti anni nel Liceo artistico Paolo Toschi e direttore responsabile della rivista "Parma nell'Arte". 
Per la Gazzetta di Parma ha scritto numerosi articoli sulla storia, l'arte e la cultura di Parma.
Ha ricoperto diversi importanti incarichi: segretario e poi presidente dell'Ordine degli architetti di Parma, presidente dell'Accademia di Belle Arti (1976-2001) e della Deputazione di Storia Patria per le Province Parmensi, socio onorario della Fabbriceria della Cattedrale.
Appartenente all'Ordine costantiniano di San Giorgio, è stato presidente del Rotary Club di Parma, dal quale ha ricevuto tre "Paul Harris Fellow", prestigioso riconoscimento conferito dal Rotary International. 
L'architetto Pellegri ha curato il restauro di castelli e palazzi storici di Parma e provincia, tra cui il Castello di Felino e il Palazzo Pallavicino di Polesine Zibello.

## Pubblicazioni
Alcune pubblicazioni di Marco Pellegri:
- I castelli, le chiese e i paesi del comune di Langhirano nella storia e nell'arte, ed. La nazionale, Parma 1954
- Ennemondo Alessandro Petitot, Parma, 1965
- Sculture romaniche a Parma, ed. La nazionale, 1965
- Palazzi e Casate di Parma (con L. Gambara e M. De Grazia), ed. La nazionale, Parma 1971[5]
- G.B. Boudard (1710-1768). Statuario Francese alla Real Corte di Parma, Battei, Parma 1976
- L'Accademia Parmense di Belle Arti, Grafiche Step, Parma 1979
- Il castello e la terra di San Secondo nella storia e nell'arte, Tip. La Colornese, 1979
- Architettura spontanea dell'appennino parmense (con E. Dall'Oglio e G. Capacchi), Battei, Parma 1979
- Saggi dei concorsi di pittura, architettura e scultura, 1752-1796, Grafiche Step, Parma 1979
- L'opera pittorica di Amos Nattini attraverso la stampa, Battei, Parma 1979
- Il museo Glauco Lombardi, Battei, Parma 1984
- Un feudatario sotto l'insegna del leone rampante. Pier Maria Rossi 1413-1482, Silva Editore, Parma 1997
- Basilica cattedrale di Parma: Novecento anni di arte storia e fede  (con Arturo C. Quintavalle), Parma, 2005
- Parma 1943-1945. Le ferite della guerra e la rinascita della città, ed. Monte Università Parma, 2006